# Mahakala (khủng long)
Mahakala là một chi khủng long, được Turner Pol J. A. Clarke Erickson & Norell mô tả khoa học năm 2007.